# پونیین سلوان: قسمت اول
پونیین سلوان: قسمت اول (به انگلیسی: Ponniyin Selvan: I) یا پسر پونی (به انگلیسی: The Son of Ponni) فیلمی هندی محصول سال ۲۰۲۲ و به کارگردانی مانی راتنام است. در این فیلم بازیگرانی همچون ویکرام، آیشواریا رای، جایام راوی، کارتی، تریشا، جایارام، آیشواریا لکشمی، سوبهیتا دولیپالا، آر.ساراتکومار، پراکاش راج، ویکرام پرابو، رحمان، آر. پاریتیبان بابو آنتونی، نثار و سارا آرجون ایفای نقش کرده‌اند.